# エドマンド・バトラー (第9代マウントガーレット子爵)
第9代マウントガーレット子爵エドマンド・バトラー（英語: Richard Butler, 9th Viscount Mountgarret、1687年 - 1751年3月6日）は、アイルランド貴族。

## 生涯
第6代マウントガーレット子爵エドマンド・バトラーとメアリー・ブキャナン（Mary Buchanan）の息子として生まれた。
アン・パーセル（Anne Purcell、1773年10月没、トビー・パーセルの娘）と結婚して、1男をもうけた。
- エドマンド（1779年没） - 第10代マウントガーレット子爵

1742年5月13日に兄ジェームズが死去すると、マウントガーレット子爵の爵位を継承した。1736年11月7日にアイルランド国教会に改宗したため、1749年10月10日にアイルランド貴族院議員に就任することができた。
1751年3月6日に死去、息子エドマンドが爵位を継承した。